# Remoncourt (Wogezy)
Remoncourt – miejscowość i gmina we Francji, w regionie Grand Est, w departamencie Wogezy.
Według danych na rok 1990 gminę zamieszkiwały 552 osoby, a gęstość zaludnienia wynosiła 38 osób/km² (wśród 2335 gmin Lotaryngii Remoncourt plasuje się na 559. miejscu pod względem liczby ludności, natomiast pod względem powierzchni na miejscu 360.).